# Tiefensystemik
Tiefensystemik als kontextübergreifende professionelle Arbeitsweise und Führungsmethode ist eine Erweiterung systemischer Therapie- und Beratungsverfahren. Hierbei findet eine methodische Integration folgender Elemente statt: (1) klassisch systemische (Familien-)Therapie, (2) rekonstruktives Arbeiten, basierend auf den Prinzipien der Objektiven Hermeneutik, (3) Coopetition als Ausdruck der dialektischen Beziehung von Kooperation und Kompetition sowie als zentrales Element (4) Vipassana-Meditation in der Tradition von Sayagyi U Ba Khin und wie durch S. N. Goenka gelehrt zur Entwicklung innerer Achtsamkeit und Weisheit. Die Vipassana-Meditation dient als Instrument zur Koordination der unbewussten Wahrnehmung, um eine Tiefendimension zu erreichen, die mit herkömmlich therapeutisch-beraterischen Verfahren als nicht möglich erachtet wird.

## Entstehungsgeschichte
Die Entwicklung der Tiefensystemik begann Anfang der 1990er Jahre mit den Arbeiten von Gerhard Scholz und Sergio Mantovani in der Therapie von Drogensüchtigen. Zu Beginn stand die Beobachtung, dass die tieferliegende Ebene von Drogensucht eine Süchtigkeit auf der Daseinsebene ist. Sucht besteht nicht (nur) aus dem Verlangen nach Substanzen, sondern in erster Linie aus der (Sehn-)Sucht nach körperlich-fühlbaren Empfindungen, die Substanzen im Körper auslösen. Folglich geht es um ein tiefliegendes unbewusstes Reaktionsmuster: Haben-wollen angenehmer und Nicht-haben-wollen unangenehmer körperlicher Empfindungen.
Dieses Suchtverständnis lässt sich problemlos auch auf nicht-substanzbezogene Süchte anwenden wie Glücksspiele, Online-Aktivitäten, Sexualität, exzessive Beschäftigung mit dem eigenen Aussehen, Essen, Sport etc. und den sekundären Erscheinungen wie Macht und Ansehen. 
Ab 2001 wurde das Modell erweitert und zunächst in das intervenierende Case Management (insb. Hochkostenfälle) übertragen. Weitere Bereiche, in die die Tiefensystemik folgend übersetzt wurde, sind die Bereiche Führung sowie das Coaching von High-potentials im Sportbereich (Leistungs- und Spitzensportler). Seit 2010 arbeitet ein Zürcher Tageszentrum für Jugendliche und junge Erwachsene nach den Grundsätzen der Tiefensystemik mit dem Ziel, der Klientel Strukturen anzubieten, in der sie ihre Motivation aufbauen und sich langfristig eine Berufsperspektive erarbeiten können.

## Das tiefensystemische Modell und dessen Veränderungen
Zu Beginn der Arbeit mit schwerst Drogensüchtigen wurde ein Modell, basierend auf vier Säulen entworfen: (1) Alltag als Therapie versus Therapie als Alltag, (2) Systemische Einzel-, Paar- und Familientherapie, (3) Differenzierte Selbsthilfekonzepte und (4) Meditationstechniken (Anapana-sati und Vipassana nach S.N. Goenka). Die Gesamtheit dieser Elemente wurde in den Statuten des Vereins start again unter dem Begriff Tiefensystemik festgeschrieben.
Die spätere Arbeit in anderen Kontexten (z. B. Case Management, Geschäftsführung, Talentförderung) erforderte eine Erweiterung des Modells. Die Vipassana-Meditation rückte hierbei in das Zentrum, da sie das eigentlich transformatorische Element darstellt. Durch Vipassana-Meditation kann die Fähigkeit ausgebildet werden, zunehmend zu einer direkten und unverfälschten Wahrnehmung von sich selbst zu gelangen. Der Kernpunkt bildet das eigene Bemühen um eine möglichst gleichmütige Haltung, die der habituellen Süchtigkeitsebene entgegengesetzt wird. Daraus resultiert ein aus subjektiver Sicht unverzerrterer Blick auf die eigene Innenwelt. Vermittelt über die Sinnesorgane wird dadurch auch die Außenwelt zunehmend unverzerrter wahrgenommen. Folgend erhöht sich die individuelle Handlungsfreiheit, da Entscheidungen weniger von inneren habituellen Reaktionsmustern geprägt werden, sondern fallangemessen gehandelt werden kann. Die so gewonnene Handlungsfreiheit fließt in die Umsetzung der Prinzipien von Coopetition, Qualifikation und Zusammenhangsverstehen.
In der Weiterentwicklung über das Feld der Suchttherapie hinaus gingen die differenzierten Selbsthilfekonzepte in der dialektisch konzipierten Coopetition auf. Coopetition verweist darauf, dass professionelle Kontexte stets und simultan Aspekte von Kooperation und Kompetition aufweisen. Beide müssen miteinander integriert werden, um effizient und effektiv professionell handeln zu können.
Die im ursprünglichen suchttherapeutischen Konzept angewandte systemische Therapie wurde übersetzt in Qualifikation und Zusammenhangsverstehen. Qualifikation bedeutet, dass in professionellen Arbeitskontexten die fachliche Qualifikation notwendiger Ausgangspunkt, jedoch nicht Ziel ist. Zusammenhangsverstehen verweist auf die rekonstruktive Fähigkeit entlang objektiv hermeneutischer Prinzipien der Fallanalyse, alle verfügbaren Informationen zu einem Fall so miteinander zu kombinieren, dass sich die Kernherausforderung kristallisiert.
Dabei werden die drei Eckpfeiler je nach Kontext in Begrifflichkeit und Umsetzung übersetzt. Dahinter steckt die Annahme, dass je nach Kontext eine Anpassung des strukturellen Grundmodells geleistet werden muss, um fallangemessen auf einen Kontext eingehen zu können. Vipassana-Meditation als das eigentlich transformatorische Element bleibt konstant.

## Vorgehensweise
Zentral für tiefensystemisches Arbeiten ist die fortwährende Praxis zur Aufarbeitung eigener mental-somatischer Modelle durch Vipassana-Meditation nach S.N. Goenka. Damit wird sichergestellt, dass neben der permanenten Weiterentwicklung der professionellen Qualitäten der Fallrekonstruktion, der Qualifikation und der Coopetition auch die transformatorischen Prozesse in der Tiefe des Geistes aufrechterhalten bleiben. Vipassana-Meditation kann in 10-tägigen Einführungskursen gelernt werden. Diese befähigen einen, danach eigenständig weiter zu praktizieren.

## Wissenschaftliche Evaluation
Zwischen 1992 und 1998 wurde das nach tiefensystemischen Prinzipien arbeitende Suchttherapiezentrum start again (Zürich/ CH) im Auftrag des schweizerischen Bundesamts für Justiz (BJ) wissenschaftlich evaluiert. Diese Studie wurde vom BJ finanziert – mit dem Auftrag, zu untersuchen, ob Therapie statt Strafe im Bereich schwerer Drogensucht ein erfolgversprechendes Modell ist. Es wurde ein konservatives Erfolgskriterium angelegt, um den therapeutischen Erfolg zu operationalisieren. Die Studie kombiniert im Sinne der Mixed Methods qualitative mit quantitativer Methodik: Es wurden Fallrekonstruktionen entlang objektiv hermeneutischer Analysen durchgeführt sowie Erfolgswahrscheinlichkeiten bei kleinen Stichproben mit Hilfe bayesischer Statistik berechnet.
Das Hauptergebnis der Studie ist, dass etwa 2/3 der Klienten, die das therapeutische Programm vollständig durchliefen, im Sinne des angelegten konservativen Erfolgskriteriums als Erfolg gewertet werden konnten. Es konnten keine bedeutsamen Unterschiede zwischen Geschlechtern oder zwischen Klienten, die die Therapie aus eigenem Antrieb oder im Sinne einer justiziellen Maßnahme absolvierten, gefunden werden. Vipassana-Meditation zeigte sich als Prädiktor zur Verhinderung eines schweren Rückfalls, nicht jedoch als Prädiktor für Erfolg. Der Autor Urban Studer kommt auf Basis der empirischen Ergebnisse zu dem Schluss, dass die Einrichtung als Ganzes wirkt, dass also das zugrundeliegende gesamte therapeutische Konzept und kein isolierter Einzelfaktor für den Erfolg verantwortlich ist.
Zwischen 2007 und 2010 wurde eine qualitative katamnestische Folgestudie mit ehemaligen Klienten des Suchttherapiezentrums start again durchgeführt, um ihren biographischen Werdegang rückwirkend nach Austritt aus der stationären und ambulanten Therapie zu rekonstruieren. Basierend auf objektiv hermeneutischen Analysen konnte ein Modell für den Ausstieg aus der Sucht abgeleitet werden. Dieses Modell fand Anwendung auf den post-therapeutischen Werdegang der untersuchten Klienten und erlaubte die Ableitung von prinzipiell überprüfbaren Prognosen. Das Modell beinhaltet die Abfolge (1) kleine Schritte, (2) kleine Veränderungen, (3) Transformation von Vulnerabilitäten nach Ressourcen und (4) Auflösung der Abhängigkeit von Ressourcen versus Vulnerabilitäten. Die untersuchten Klienten konnten bis Stufe (3) vordringen und ein Klient zeigte Anzeichen von Stufe (4).
Eine systematische wissenschaftliche Evaluation für die Bereiche Case Management, Führung sowie Coaching von High-potentials im Sportbereich steht derzeit noch aus.